# Headland, Alabama
Headland är en ort i Henry County i Alabama. Orten har fått namn efter grundaren J.J. Head. Vid 2010 års folkräkning hade Headland 4 510 invånare.